# Mariano Álvarez de Castro
Mariano Álvarez de Castro, de nom complet Mariano José Manuel Bernardo Álvarez Bermúdez de Castro y López Aparicio (Granada, 1749 - Figueres, 1810), fou un militar que encapçalà la defensa de la ciutat de Girona durant el setge de 1809 en el context de la Guerra del Francès.

## Biografia
Havent ingressat de jove a l'exèrcit, va participar en el setge de Gibraltar de 1787, amb el grau d'oficial. Més endavant, prengué part activa a la Guerra Gran o Guerra de la Convenció, i més tard en la guerra contra Portugal.
El 1808, amb el grau de brigadier, era el governador militar del castell de Montjuïc, a Barcelona. Quan arribaren els francesos, en un principi Álvarez es negà a rendir la fortalesa; però el capità general de Catalunya Ezpeleta l'obligà a una rendició, fet que marcà el seu comportament posterior. Un cop rendí Montjuïc, fugí de Barcelona i s'uní a les forces que a la conca del riu Fluvià lluitaven contra els exèrcits napoleònics, els quals ocupaven Espanya. Poc després anà a reforçar Girona. Fou enviat al novembre per Joan Miquel de Vives i Feliu al capdavant d'un exèrcit per intentar aixecar el setge de Roses, però l'operació no va tenir èxit.
El 1809 fou nomenat governador militar de la plaça de Girona i se li encarregà la seva fortificació. La ciutat ja havia patit dos setges fallits l'any anterior, de curta durada (el primer al juny i un segon al juliol). Álvarez assumí la tasca de defensar la plaça fins al final, descartant tota possible rendició. Pretenia de recuperar l'honor perdut en la humiliant capitulació forçada del castell de Montjuïc. El mes de maig de 1809 els francesos començaren el tercer i darrer setge de la Girona. Álvarez tenia al seu càrrec una ciutat mal preparada, amb unes defenses en mal estat i envellides, a més de disposar de pocs homes per a la defensa. Al seu davant, el general Laurent Gouvion Saint-Cyr i 18.000 homes ben equipats emprengueren el tercer i ferotge setge de Girona. Durant set mesos va resistir les tropes franceses d'Honoré Reille, una acció que posteriorment fou qualificada de destructiva i innecessàriament llarga. Álvarez, tot i l'escassetat d'armes, municions i proveïments prohibí en un ban qualsevol intent de capitulació, sota pena de mort. Igualment, rebutjà tot parlamentari que els exèrcits francesos enviessin. A començament del mes de desembre, en plena agonia d'una ciutat afamada i exhausta, Álvarez emmalaltí i el militar Julián de Bolívar prengué el comandament de la plaça; al cap de pocs dies, el 10 de desembre, Girona capitulava. Álvarez i la resta de militars presoners dels francesos foren traslladats al captiveri provisional de Perpinyà. Tanmateix, la mala salut d'Álvarez feu que aquest morís el 22 de gener de 1810, empresonat al castell de Sant Ferran de la ciutat de Figueres. Immediatament, es difongué la notícia que els francesos havien enverinat el general o causat la seva mort a partir de maltractaments. Actualment, es creu que la mateixa malaltia d'Álvarez posà fi a la seva vida.